# Urbs Reggina 1914 2017-2018
Questa voce raccoglie le informazioni riguardanti l'Urbs Reggina 1914 nelle competizioni ufficiali della stagione 2017-2018.

## Stagione
Per la nuova stagione il club amaranto ingaggia come allenatore Agenore Maurizi.
La prima partita ufficiale della stagione si gioca il 20 agosto al Granillo contro il Catanzaro, valida per il primo turno di qualificazione della Coppa Italia Serie C; gara che vede gli amaranto vincenti per 1 a 0, rete realizzata da Bezziccheri.
La prima di campionato la Reggina gioca in casa del Rende, squadra ripescata in serie C da qualche giorno, dove perde per una rete a zero.
Il 28 ottobre 2017, nel secondo tempo di Reggina- Catania, i tifosi della Sud esposero una coreografia: la città di Catania sommersa dalla lava con l'Etna alle spalle. Scrivendo tra l'altro la seguente frase: "nemmeno l'elefante vi proteggerà, la lava vi distruggerà".
Inoltre si resero protagonisti di un lancio di fumogeni verso il portiere catanese.
Da questi fatti, la lega per la gara interna contro il Siracusa del 7 novembre 2017 squalificò l'intero settore della Curva Sud (1153 abbonati) e per tale decisione il gruppo ultras 1914 decise di non entrare allo stadio fino al termine della stagione.
Durante l'incontro interno con il Bisceglie il calciatore Sergio Garufi ha subito la rottura del legamento crociato del ginocchio destro che lo terrà lontano dai campi di gioco per tutta la stagione.
Nel mercato di riparazione Gennaio 2018 fu fatta una vera rivoluzione della rosa.
Furono ceduti a parametro zero il capitano De Francesco allo Spezia in Serie B, Di Filippo al Cuneo in Serie C, Maesano alla Triestina in Serie C, Di Livio tornato alla Roma poi girato al Matera in Serie C, Solerio tornato all'Avellino e poi girato all'Albinoleffe in Serie C, Antonio Porcino a parametro zero al Catania in Serie C, Silenzi all'Olbia Serie C infine Bianchimano, ceduto al Perugia per una cifra intorno ai 400.000 € rimasto in prestito alla Reggina fino al termine della stagione con lo stipendio pagato dalla società umbra.
I nuovi arrivati furono Ferrani, Provenzano, Giuffrida, Arras, Franchi, Samb, Armeno, Hadziosmanovic, il ritorno di Ivan Castiglia divenuto capitano della squadra e il ritorno di Condemi fermo da due anni e mezzo perché svincolato.
Nel mese di febbraio invece fu messo sotto contratto lo svincolato Giovanni La Camera.
La squadra chiuse il campionato in tredicesima posizione.
Gli abbonati per la stagione 2017-2018 furono 2284.

## Organigramma societario
Area direttiva
- Presidente: Mimmo Praticò
- Vicepresidente: Francesco Giuffrè
- Consiglieri Cda: Giovanni De Caridi; Giuseppe Praticò; Giovanni Sgrò; Giandomenico Stilo
- Coordinatore Area Tecnica: Salvatore Basile (esonerato aprile 2018)
- Segretario Generale: Vincenzo Greco

Area tecnica
- Allenatore: Agenore Maurizi
- Allenatore in seconda: Antonio Battistelli
- Preparatore dei Portieri: Carmelo Roselli
- Preparatore Atletico: Valerio Zuddas e Carmelo Praticò
- Team Manager: Antonino Scimone (dimissionario novembre 2017) - da gennaio Gaetano Iossa
- Supporter Liaison Officier: Piero Casile
- Match Analysis: De Domenico Biagio
- Responsabile Settore Giovanile: Pietro Armenise (dimessosi nel marzo 2018)
- Consulente Settore Giovanile: Ennio Russo
- Coordinatore Scuola Calcio: Mimmo Giordano
- Responsabile Comunicazione : Giuseppe Praticò II
- Fotografo Ufficiale: Domenico Notaro
- Coordinatore Marketing: Giuseppe Praticò II
- Responsabile Biglietteria:
- Delegato Sicurezza Stadio:
- Delegato Responsabile Arbitri: Piero Praticò

Staff Medico
- Medico Sociale: Pasquale Favasuli
- Recupero Infortuni:
- Fisioterapisti: Lisi Domenico; Assumma Giuseppe; Loiacono Marco

Staff
- Magazziniere Prima Squadra: Vilasi Giuseppe
- Magazziniere Settore Giovanile: Tavilla Domenico (licenzatoa metà campionato)

## Divise e sponsor
Il fornitore tecnico per la stagione 2017-2018 è Legea.
Primo sponsor di maglia dalla prima giornata di ritorno è stata l'azienza Bencivenni group concessionaria Volkswagen.
Secondo sponsor di maglia posto al centro in basso è l'azienza agricola Patea
L'azienda Puliservice compare come terzo sponsor sulla maglia ed è posto alla destra del petto.
L'Hotel Medinblu è sponsor dalla settima giornata (Reggina-Cosenza) in poi ed è posto sul posteriore sotto il numero di maglia.
Mentre l'azienda Sudauto concessionarie Renault, Dacia e Hyundai presente sul territorio dal 1969 sarà sponsor sui pantaloncini per tutto il campionato.
Su tutte le maglie è raffigurato San Giorgio patrono della città mentre sul colletto c'è riportata la scritta "orgoglio reggino" ormai al terzo anno.
| Casa | Trasferta | terza maglia |

## Rosa
Rosa aggiornata al 31 gennaio 2018.
| N. |                   | Ruolo | Calciatore            |
| -- | ----------------- | ----- | --------------------- |
| 1  | Italia (bandiera) | P     | Mattia Licastro       |
| 2  | Italia (bandiera) | D     | Danilo Pasqualoni     |
| 3  | Italia (bandiera) | D     | Manuel Ferrani        |
| 4  | Italia (bandiera) | D     | Riccardo Gatti        |
| 5  | Italia (bandiera) | D     | Giuliano Laezza       |
| 6  | Italia (bandiera) | C     | Jacopo Fortunato      |
| 7  | Italia (bandiera) | A     | Tiziano Tulissi       |
| 8  | Italia (bandiera) | C     | Sergio Garufi         |
| 9  | Italia (bandiera) | A     | Andrea Bianchimano    |
| 10 | Italia (bandiera) | C     | Alessandro Provenzano |
| 11 | Italia (bandiera) | D     | Gennaro Armeno        |
| 12 | Italia (bandiera) | P     | Alessandro Turrin     |
| 13 | Italia (bandiera) | D     | Simone Auriletto      |
| 14 | Italia (bandiera) | C     | Roberto Marino        |

| N. |                       | Ruolo | Calciatore              |
| -- | --------------------- | ----- | ----------------------- |
| 16 | Italia (bandiera)     | C     | Giovanni Giuffrida      |
| 18 | Italia (bandiera)     | A     | Davide Arras            |
| 19 | Italia (bandiera)     | A     | Claudio Sparacello      |
| 20 | Italia (bandiera)     | A     | Daniel Bezziccheri      |
| 21 | Italia (bandiera)     | A     | Jacopo Sciamanna        |
| 22 | Italia (bandiera)     | P     | Tommaso Cucchietti      |
| 23 | Italia (bandiera)     | A     | Filippo Franchi         |
| 24 | Italia (bandiera)     | C     | Danilo Amato            |
| 25 | Italia (bandiera)     | C     | Marco Condemi           |
| 27 | Italia (bandiera)     | C     | Giovanni La Camera      |
| 30 | Montenegro (bandiera) | D     | Cristian Hadžiosmanović |
| 31 | Italia (bandiera)     | C     | Ivan Castiglia          |
| 32 | Senegal (bandiera)    | A     | Samb Falou Ndiaye       |
| 34 | Brasile (bandiera)    | C     | Adriano Mezavilla       |

## Calciomercato

### Sessione estiva(dal 1/7 al 31/8)
| Acquisti | Acquisti              | Acquisti          | Acquisti      |
| R.       | Nome                  | da                | Modalità      |
| -------- | --------------------- | ----------------- | ------------- |
| A        | Fabio Oggiano         | Lumezzane         | fine prestito |
| A        | Andrea Bianchimano    | Milan             | definitivo    |
| A        | Jacopo Sciamanna      | Correggese        | definitivo    |
| D        | Riccardo Gatti        | Atalanta          | prestito      |
| D        | Matthias Solerio      | Avellino          | prestito      |
| C        | Lorenzo Di Livio      | Roma              | prestito      |
| A        | Francesco Pelosi      | Ternana           | fine prestito |
| D        | Giuliano Laezza       | Melfi             | definitivo    |
| D        | Nicolas Di Filippo    | Sambenedettese    | definitivo    |
| C        | Roberto Marino        | Sicula Leonzio    | definitivo    |
| A        | Tiziano Tulissi       | Atalanta          | prestito      |
| A        | Daniel Bezziccheri    | Lazio             | prestito      |
| C        | Sergio Agatino Garufi | Lupa Roma         | definitivo    |
| C        | Jacopo Fortunato      | Delta Porto Tolle | definitivo    |
| P        | Tommaso Cucchietti    | Torino            | prestito      |
| D        | Simone Auriletto      | Torino            | prestito      |
| D        | Salvatore Tazza       | Benevento         | prestito      |
| D        | Danilo Pasqualoni     | Catanzaro         | definitivo    |
| P        | Alessandro Turrin     | Atalanta          | prestito      |
| C        | Adriano Mezavilla     | Alessandria       | definitivo    |

| Cessioni | Cessioni               | Cessioni    | Cessioni       |
| R.       | Nome                   | a           | Modalità       |
| -------- | ---------------------- | ----------- | -------------- |
| P        | Andrea Sala            | Ternana     | fine prestito  |
| C        | Morten Knudsen         | Inter       | fine prestito  |
| C        | Andrea Romanò          | Inter       | fine prestito  |
| A        | Vincenzo Tommasone     | Inter       | fine prestito  |
| A        | Andrea Tripicchio      | Crotone     | fine prestito  |
| D        | Ameth Lo               | Milan       | fine prestito  |
| C        | Alessio De Bode        | Bustese     | definitivo     |
| A        | Salvatore Lancia       | Sampdoria   | fine prestito  |
| D        | Marco De Vito          | Monopoli    | fine prestito  |
| C        | Andy Bangu             | Fiorentina  | fine prestito  |
| C        | Salvatore Castaldi     |             | svincolato     |
| A        | Vito Leonetti          | Lumezzane   | fine prestito  |
| A        | Attilio Carpentieri    |             | svincolato     |
| D        | Marco Cane             | Pro Vasto   | definitivo     |
| C        | Marcello Possenti      | Carrarese   | fine contratto |
| D        | Pietro Pio Baccillieri | Locri       | fine contratto |
| D        | Danilo Cucinotti       | Palmi       | svincolato     |
| A        | Fabio Oggiano          | Cavese      | definitivo     |
| A        | Francesco Pelosi       | Derthona    | svincolato     |
| P        | Vincenzo Comandè       | Cittanovese | prestito       |
| D        | Simone Genovesi        | Cittanovese | prestito       |
| P        | Luca D'Aguì            | Cittanovese | prestito       |

### Operazioni fra le due sessioni
| Acquisti | Acquisti           | Acquisti | Acquisti   |
| R.       | Nome               | da       | Modalità   |
| -------- | ------------------ | -------- | ---------- |
| C        | Giovanni Giuffrida |          | svincolato |

### Sessione invernale(dal 03/01 al 31/01)
| Acquisti | Acquisti                | Acquisti   | Acquisti   |
| R.       | Nome                    | da         | Modalità   |
| -------- | ----------------------- | ---------- | ---------- |
| D        | Gennaro Armeno          | Novara     | prestito   |
| D        | Cristian Hadžiosmanović | Sampdoria  | prestito   |
| D        | Manuel Ferrani          | Fano       | prestito   |
| C        | Provenzano Alessandro   | Cuneo      | prestito   |
| C        | Marco Condemi           | svincolato | definitivo |
| A        | Davide Arras            | Olbia      | prestito   |
| A        | Samb Falou Ndiaye       | Ravenna    | prestito   |
| A        | Filippo Franchi         | Akragas    | prestito   |
| C        | Giovanni La Camera      | svincolato | definitivo |
| C        | Ivan Castiglia          | Triestina  | prestito   |

| Cessioni | Cessioni             | Cessioni    | Cessioni      |
| R.       | Nome                 | a           | Modalità      |
| -------- | -------------------- | ----------- | ------------- |
| D        | Gianfranco Isabella  | Cittanovese | prestito      |
| D        | Carmelo Maesano      | Triestina   | definitivo    |
| C        | Lorenzo Di Livio     | Roma        | fine prestito |
| C        | Alberto De Francesco | Spezia      | definitivo    |
| C        | Antonio Porcino      | Catania     | definitivo    |
| D        | Nicolas Di Filippo   | Cuneo       | definitivo    |
| A        | Cristian Silenzi     | Olbia       | prestito      |
| D        | Matthias Solerio     | AlbinoLeffe | definitivo    |
| A        | Andrea Bianchimano   | Perugia     | definitivo    |
| D        | Salvatore Tazza      | Benevento   | fine prestito |

## Risultati

### Serie C

#### Girone di andata
| Arbitro: | Valiante (Salerno) |

|               |           |  |
| Ricciardo 81’ | Marcatori |  |

| Arbitro: | Prontera (Bologna) |

|                           |           |               |
| Sciamanna 35’ Porcino 68’ | Marcatori | 51’ Benedetti |

| Arbitro: | Annaloro (Collegno) |

|               |           |               |
| Cesaretti 25’ | Marcatori | 46’ Sciamanna |

| Arbitro: | Proietti (Terni) |

|             |           |               |
| Porcino 37’ | Marcatori | 52’ Sernicola |

| Arbitro: | De Remigis (Teramo) |

|  |           |            |
|  | Marcatori | 59’ Marino |

| Arbitro: | Colombo (Como) |

|              |           |                  |
| Saraniti 34’ | Marcatori | 48’ De Francesco |

| Arbitro: | Massimi (Termoli) |

|  |           |               |
|  | Marcatori | 55’ Mendicino |

| Arbitro: | Guida (Salerno) |

|                                    |           |  |
| Reginaldo 50’ Evacuo 73’ Fazio 86’ | Marcatori |  |

| Arbitro: | Tursi (Valdarno) |

|                                |           |  |
| Bianchimano 42’ Di Filippo 84’ | Marcatori |  |

| Arbitro: | Mantelli (Brescia) |

|            |           |            |
| Genchi 38’ | Marcatori | 36’ Marino |

| Arbitro: | Maggioni (Lecco) |

|                        |           |             |
| Bianchimano 17’, 90+4’ | Marcatori | 41’ Curiale |

| Caserta 4 novembre 2017, ore 18:30 CET 12ª giornata | Casertana      | 0 – 0 referto | Reggina | Stadio Alberto Pinto (1 500 spett.)\| Arbitro: \| Carella (Bari) \| |
| Arbitro:                                            | Carella (Bari) |               |         |                                                                     |

| Arbitro: | Garofalo (Torre del Greco) |

|  |           |                         |
|  | Marcatori | 23’ Bernardo 32’ Liotti |

| 14ª giornata |  | – Turno di riposo |  |  |

| Arbitro: | Zingarelli (Siena) |

|                                     |           |                      |
| Torromino 26’ Ciancio 29’ Conev 42’ | Marcatori | 13’, 25’ Bianchimano |

| Reggio Calabria 25 novembre 2017, ore 16:30 CET 16ª giornata | Reggina            | 0 – 0 referto | Bisceglie | Stadio Oreste Granillo (3 377 spett.)\| Arbitro: \| Marcenaro (Genova) \| |
| Arbitro:                                                     | Marcenaro (Genova) |               |           |                                                                           |

| Arbitro: | Maranesi (Ciampino) |

|               |           |  |
| Salvemini 63’ | Marcatori |  |

| Arbitro: | Annaloro (Collegno) |

|  |           |                                      |
|  | Marcatori | 14’ (rig.) Bollino 38’, 76’ D'Angelo |

| Arbitro: | De Santis (Lecce) |

|                       |           |               |
| Viola 61’ Bachini 71’ | Marcatori | 15’ Fortunato |

#### Girone di ritorno
| Arbitro: | Pasciuta (Agrigento) |

|  |           |                                    |
|  | Marcatori | 25’ Franco 31’ Rossini 70’ Laaribi |

| Arbitro: | Amabile (Vicenza) |

|  |           |                 |
|  | Marcatori | 52’ Bianchimano |

| Arbitro: | De Tullio (Bari) |

|                         |           |  |
| De Francesco 52’ (rig.) | Marcatori |  |

| Arbitro: | Cipriani (Empoli) |

|               |           |                |
| Dugandžić 38’ | Marcatori | 67’ Sparacello |

| Reggio Calabria 4 febbraio 2018, ore 14:30 CET 24ª giornata | Reggina             | 0 – 0 referto | Racing Fondi | Stadio Oreste Granillo (2 453 spett.)\| Arbitro: \| Gariglio (Pinerolo) \| |
| Arbitro:                                                    | Gariglio (Pinerolo) |               |              |                                                                            |

| Reggio Calabria 11 febbraio 2018, ore 14:30 CET 25ª giornata | Reggina          | 0 – 0 referto | Virtus Francavilla | Stadio Oreste Granillo (2 446 spett.)\| Arbitro: \| Capone (Palermo) \| |
| Arbitro:                                                     | Capone (Palermo) |               |                    |                                                                         |

| Arbitro: | Fiorini (Frosinone) |

|                     |           |                    |
| Bruccini 44’ (rig.) | Marcatori | 64’ Hadžiosmanović |

| Arbitro: | De Angeli (Abbiategrasso) |

|                       |           |                          |
| Bianchimano 3’ (rig.) | Marcatori | 11’ Evacuo 25’ Scarsella |

| Andria 3 marzo 2018, ore 16:30 CET 28ª giornata | Fidelis Andria     | 0 – 0 referto | Reggina | Stadio degli Ulivi (1 283 spett.)\| Arbitro: \| Zanonato (Vicenza) \| |
| Arbitro:                                        | Zanonato (Vicenza) |               |         |                                                                       |

| Arbitro: | Miele (Nola) |

|                 |           |                       |
| Bianchimano 18’ | Marcatori | 35’ Genchi 76’ Mangni |

| Arbitro: | Dionisi (L'Aquila) |

|                 |           |            |
| Curiale 4’, 51’ | Marcatori | 80’ Laezza |

| Arbitro: | Perotti (Legnano) |

|                            |           |             |
| Laezza 37’ Bianchimano 63’ | Marcatori | 47’ De Vena |

| Siracusa 26 marzo 2018, ore 20:40 CEST 32ª giornata | Siracusa           | 0 – 0 referto | Reggina | Stadio Nicola De Simone (2 177 spett.)\| Arbitro: \| Ayroldi (Molfetta) \| |
| Arbitro:                                            | Ayroldi (Molfetta) |               |         |                                                                            |

| 33ª giornata |  | – Turno di riposo |  |  |

| Arbitro: | Proietti (Terni) |

|  |           |             |
|  | Marcatori | 10’ Mancosu |

| Arbitro: | De Remigis (Teramo) |

|            |           |                              |
| Risolo 21’ | Marcatori | 20’ Sciamanna 37’ Pasqualoni |

| Arbitro: | Fontani (Siena) |

|                              |           |  |
| Sciamanna 38’ Provenzano 78’ | Marcatori |  |

| Arbitro: | Cascone (Nocera Inferiore) |

|             |           |                |
| Bollino 70’ | Marcatori | 11’ Sparacello |

| Arbitro: | Rutella (Enna) |

|              |           |                |
| Mezavilla 2’ | Marcatori | 23’ Sorrentino |

### Coppa Italia Serie C

#### Fase a gironi

##### Girone I
| Squadra   | P.ti | G | V | N | P | GF | GS | DR |
| --------- | ---- | - | - | - | - | -- | -- | -- |
| Reggina   | 6    | 2 | 2 | 0 | 0 | 3  | 0  | +3 |
| Rende     | 3    | 2 | 1 | 0 | 1 | 2  | 3  | -1 |
| Catanzaro | 0    | 2 | 0 | 0 | 2 | 1  | 3  | -2 |

| Arbitro: | Mantelli (Brescia) |

|                 |           |  |
| Bezziccheri 72’ | Marcatori |  |

| Arbitro: | Nicoletti (Catanzaro) |

|  |           |                       |
|  | Marcatori | 18’ Silenzi 75’ Tazza |

#### Fase a eliminazione diretta
| Arbitro: | Fiorini (Frosinone) |

|                                       |           |                              |
| Dugandžić 13’ Corado 21’ Battista 28’ | Marcatori | 23’ Sparacello 90+3’ Silenzi |

## Statistiche

### Statistiche di squadra
Aggiornato al 6 maggio 2018.
| Competizione         | Punti | In casa | In casa | In casa | In casa | In casa | In casa | In trasferta | In trasferta | In trasferta | In trasferta | In trasferta | In trasferta | Totale | Totale | Totale | Totale | Totale | Totale | DR |
| Competizione         | Punti | G       | V       | N       | P       | Gf      | Gs      | G            | V            | N            | P            | Gf           | Gs           | G      | V      | N      | P      | Gf     | Gs     | DR |
| -------------------- | ----- | ------- | ------- | ------- | ------- | ------- | ------- | ------------ | ------------ | ------------ | ------------ | ------------ | ------------ | ------ | ------ | ------ | ------ | ------ | ------ | -- |
| Serie C              | 41    | 18      | 6       | 5       | 7       | 15      | 19      | 18           | 3            | 9            | 6            | 14           | 17           | 36     | 9      | 14     | 13     | 29     | 36     | -7 |
| Coppa Italia Serie C | -     | 1       | 1       | 0       | 0       | 1       | 0       | 2            | 1            | 0            | 1            | 4            | 3            | 3      | 2      | 0      | 1      | 5      | 3      | +2 |
| Totale               | 41    | 19      | 7       | 5       | 7       | 16      | 19      | 20           | 4            | 8            | 8            | 18           | 20           | 39     | 11     | 14     | 14     | 34     | 39     | -5 |

### Andamento in campionato
Aggiornato al 6 maggio 2018.
| Giornata  | 1  | 2 | 3 | 4 | 5 | 6 | 7  | 8  | 9 | 10 | 11 | 12 | 13 | 14 | 15 | 16 | 17 | 18 | 19 | 20 | 21 | 22 | 23 | 24 | 25 | 26 | 27 | 28 | 29 | 30 | 31 | 32 | 33 | 34 | 35 | 36 |
| --------- | -- | - | - | - | - | - | -- | -- | - | -- | -- | -- | -- | -- | -- | -- | -- | -- | -- | -- | -- | -- | -- | -- | -- | -- | -- | -- | -- | -- | -- | -- | -- | -- | -- | -- |
| Luogo     | T  | C | T | C | T | T | C  | T  | C | T  | C  | T  | C  | T  | C  | T  | C  | T  | C  | T  | C  | T  | C  | C  | T  | C  | T  | C  | T  | C  | T  | C  | T  | C  | T  | C  |
| Risultato | P  | V | N | N | V | N | P  | P  | V | N  | V  | N  | P  | P  | N  | P  | P  | P  | P  | V  | V  | N  | N  | N  | N  | P  | N  | P  | P  | V  | N  | P  | V  | V  | N  | N  |
| Posizione | 16 | 7 | 5 | 9 | 7 | 6 | 10 | 11 | 9 | 9  | 7  | 8  | 10 | 12 | 12 | 12 | 15 | 15 | 16 | 13 | 13 | 13 | 14 | 14 | 14 | 15 | 15 | 15 | 16 | 14 | 15 | 16 | 15 | 14 | 15 | 13 |

Fonte:  Lega Pro 16/17, su stats.betradar.com, Lega Pro.
Legenda:

Luogo: C = Casa; T = Trasferta. Risultato: V = Vittoria; N = Pareggio; P = Sconfitta.

### Statistiche dei giocatori
Aggiornato al 6 maggio 2018.
| Giocatore         | Serie C  | Serie C | Serie C     | Serie C    | Coppa Italia Serie C | Coppa Italia Serie C | Coppa Italia Serie C | Coppa Italia Serie C | Totale   | Totale | Totale      | Totale     |
| Giocatore         | Presenze | Reti    | Ammonizioni | Espulsioni | Presenze             | Reti                 | Ammonizioni          | Espulsioni           | Presenze | Reti   | Ammonizioni | Espulsioni |
| ----------------- | -------- | ------- | ----------- | ---------- | -------------------- | -------------------- | -------------------- | -------------------- | -------- | ------ | ----------- | ---------- |
| T. Cucchietti     | 34       | 33      | 4           | 0          | 1                    | 0                    | 0                    | 0                    | 35       | 33     | 4           | 0          |
| A. Turrin         | 0        | 0       | 0           | 0          | 0                    | 0                    | 0                    | 0                    | 0        | 0      | 0           | 0          |
| A. Bianchimano    | 25       | 9       | 9           | 0          | 0                    | 0                    | 0                    | 0                    | 25       | 9      | 9           | 0          |
| A. De Francesco   | 20       | 2       | 5           | 0          | 2                    | 0                    | 1                    | 0                    | 22       | 2      | 6           | 0          |
| M. Licastro       | 2        | 2       | 2           | 0          | 2                    | 3                    | 0                    | 0                    | 4        | 5      | 2           | 0          |
| A. Porcino        | 18       | 2       | 5           | 0          | 1                    | 0                    | 0                    | 0                    | 19       | 2      | 5           | 0          |
| D. Pasqualoni     | 32       | 1       | 5           | 0          | 2                    | 0                    | 0                    | 0                    | 34       | 1      | 5           | 0          |
| C. Silenzi        | 5        | 0       | 0           | 0          | 2                    | 2                    | 0                    | 0                    | 7        | 2      | 0           | 0          |
| G. Laezza         | 29       | 2       | 6           | 1          | 2                    | 0                    | 1                    | 0                    | 31       | 2      | 7           | 1          |
| N. Di Filippo     | 17       | 1       | 4           | 0          | 1                    | 0                    | 0                    | 0                    | 18       | 1      | 4           | 0          |
| R. Gatti          | 19       | 0       | 4           | 0          | 2                    | 0                    | 0                    | 0                    | 21       | 0      | 4           | 0          |
| R. Marino         | 34       | 2       | 1           | 0          | 2                    | 0                    | 0                    | 0                    | 36       | 2      | 1           | 0          |
| J. Fortunato      | 27       | 1       | 10          | 0          | 3                    | 0                    | 2                    | 0                    | 30       | 1      | 12          | 0          |
| S. Garufi         | 11       | 0       | 0           | 0          | 3                    | 0                    | 0                    | 0                    | 14       | 0      | 0           | 0          |
| D. Bezziccheri    | 10       | 0       | 2           | 0          | 3                    | 1                    | 1                    | 0                    | 13       | 1      | 3           | 0          |
| M. Solerio        | 19       | 0       | 2           | 0          | 3                    | 0                    | 0                    | 0                    | 22       | 0      | 2           | 0          |
| T. Tulissi        | 30       | 0       | 3           | 0          | 1                    | 0                    | 0                    | 0                    | 31       | 0      | 3           | 0          |
| C. Sparacello     | 31       | 2       | 2           | 0          | 3                    | 1                    | 1                    | 0                    | 34       | 3      | 3           | 0          |
| J. Sciamanna      | 12       | 4       | 1           | 0          | 1                    | 0                    | 0                    | 0                    | 13       | 4      | 1           | 0          |
| A. Mezavilla      | 27       | 1       | 6           | 1          | 2                    | 0                    | 1                    | 1                    | 29       | 1      | 7           | 2          |
| S. Auriletto      | 6        | 0       | 0           | 0          | 2                    | 0                    | 0                    | 0                    | 8        | 0      | 0           | 0          |
| S. Tazza          | 2        | 0       | 0           | 0          | 2                    | 1                    | 1                    | 0                    | 4        | 1      | 1           | 0          |
| C. Maesano        | 0        | 0       | 0           | 0          | 0                    | 0                    | 0                    | 0                    | 0        | 0      | 0           | 0          |
| L. Di Livio       | 9        | 0       | 2           | 0          | 1                    | 0                    | 0                    | 0                    | 10       | 0      | 2           | 0          |
| D. Amato          | 1        | 0       | 0           | 0          | 1                    | 0                    | 0                    | 0                    | 2        | 0      | 0           | 0          |
| I. Castiglia      | 9        | 0       | 2           | 0          | 0                    | 0                    | 0                    | 0                    | 9        | 0      | 2           | 0          |
| C. Hadziosmanovic | 16       | 1       | 2           | 0          | 0                    | 0                    | 0                    | 0                    | 16       | 1      | 2           | 0          |
| G. Armeno         | 16       | 0       | 0           | 0          | 0                    | 0                    | 0                    | 0                    | 16       | 0      | 0           | 0          |
| G. Giuffrida      | 10       | 0       | 0           | 0          | 0                    | 0                    | 0                    | 0                    | 10       | 0      | 0           | 0          |
| A. Provenzano     | 14       | 1       | 0           | 0          | 0                    | 0                    | 0                    | 0                    | 14       | 1      | 0           | 0          |
| M. Ferrani        | 14       | 0       | 3           | 0          | 0                    | 0                    | 0                    | 0                    | 14       | 0      | 3           | 0          |
| F. Samb           | 7        | 0       | 0           | 0          | 0                    | 0                    | 0                    | 0                    | 7        | 0      | 0           | 0          |
| D. Arras          | 0        | 0       | 0           | 0          | 0                    | 0                    | 0                    | 0                    | 0        | 0      | 0           | 0          |
| F. Franchi        | 0        | 0       | 0           | 0          | 0                    | 0                    | 0                    | 0                    | 0        | 0      | 0           | 0          |
| M. Condemi        | 5        | 0       | 2           | 1          | 0                    | 0                    | 0                    | 0                    | 5        | 0      | 2           | 1          |
| G. La Camera      | 8        | 0       | 3           | 1          | 0                    | 0                    | 0                    | 0                    | 8        | 0      | 3           | 1          |